# Prospero
Prospero (također Uran XVIII) je prirodni satelit planeta Uran, iz grupe vanjskih nepravilnih satelita, s oko 50 kilometara u promjeru i orbitalnim periodom od 1978.29 dana.